# الاستثمارات المدارة بواسطة الطلاب
يشير مصطلح صندوق الاستثمار المدار طلابيًا إلى تجمع مالي يقوم طلاب التجارة بالاستثمار فيه كتجربة تعليمية. ومنذ عام 2008، يوجد أكثر من 200 جامعة أدار طلابها تلك الصناديق المالية والتي تختلف في حجمها من مئات الآلاف من الدولارات إلى ملايين الدولارات.
الهدف من إنشاء الصندوق المدار طلابيا هو إثراء التعليم من خلال المشاركة الفعالة في الأسواق المالية. حيث يساعد الطلاب في اختيار الأسهم وإدارة محفظة أسهم حقيقية والحصول بالتالي على خبرة إدارة المال. ويتعلم الطلاب التعامل مع حالة عدم اليقين الموجودة في عملية تقدير قيمة الأسهم ومقارنتها مع سعر السهم. كما تساعد تلك العملية الطلاب على تطوير حدسهم والقدرة على المنافسة عند تطبيق ذلك على قرارات الاستثمار.
تأتي الأموال المدارة من مصادر مختلفة: هدايا معينة كبيرة من فرد أو عدة أفراد وهدايا من شركات أو من مؤسسات وهدايا من متبرعين صغار كثيرة وهدايا من المؤسسات الجامعية أو المؤسسات الأخرى، ومن مقتطعات أوقاف الجامعة أو أصول المؤسسات. هذا وقد قام بعض الطلاب بإدارة صناديق الاستثمار مثل إدارة صناديق جامعة تكساس في أوستن لصالح عملاء خاصين، الذين يمثلون المستثمرين المعتمدين بموجب قوانين الأوراق المالية في الولايات المتحدة. وهناك حالة خاصة أخرى هو القرض الذي يثبت وجود هذه الصناديق في جامعة كاميرون.
وعادة ما يحصل طلاب التجارة الذين يديرون الصندوق على دورة عن الائتمان بالإضافة إلى واجباتهم الإدارية. كما ينتمي العديد من هذه البرامج إلى اتحاد برامج الاستثمار المدارة طلابيًا.
وبالإضافة إلى إدارة المحفظة فعليًا، تعمل هذه الفئات أيضًا على توفير الخبرات المتصلة بكون الطالب مدير صندوق محترفًا. على سبيل المثال قدمت جمعية المحللين القانونيين المالية (CFA) لمؤسسة مقاطعة أورانج (CFAOCF) طلبًا سنويًا للمنافسة على المقترحات التي تسمح لفرق الطلاب من الجامعات المحلية لتجربة العملية التي يجب علي مديري الصناديق المرور بها لكي يسمح لهم بإدارة الصناديق المؤسسية مباشرة.

## وصلات خارجية
- A Survey of Student Managed Funds
- Annual Report for CSULB Student Managed Investment Fund
- Prospectus for Univ. of Connecticut Student Managed Fund